# Ајука (Канзас)
Ајука (енгл. Iuka) град је у америчкој савезној држави Канзас.

## Демографија
По попису из 2010. године број становника је 163, што је 22 (-11,9%) становника мање него 2000. године.
| Група             | 2000.       | 2010.       |
| Белци             | 182 (98,4%) | 150 (92,0%) |
| Афроамериканци    | 0 (0,0%)    | 0 (0,0%)    |
| Азијати           | 0 (0,0%)    | 0 (0,0%)    |
| Хиспаноамериканци | 0 (0,0%)    | 11 (6,7%)   |
| Укупно            | 185         | 163         |